# Sri Jayawardenapura-Kotte
Sri Jayawardenapura-Kotte (tamil: ஶ்ரீ ஜெயவர்த்தனபுரம் கோட்டை, singalesisk: ශ්‍රී ජයවර්ධනපුර කෝට්ටේ) er Sri Lankas officielle administrative og politiske hovedstad med 115.826(2001) indbyggere. Byen ligger på Sri Lankas vestkyst og er naboby til Colombo, Sri Lankas økonomiske og kommercielle hovedstad.